# BSE Sensex
Le BSE Sensex (abréviation de Bombay Stock Exchange Sensitive Index) est un indice boursier indien composé de 30 titres d'entreprises dont la pondération est calculée en fonction de la capitalisation boursière de chacune d'elles.

## Histoire
La première cotation de l'indice Sensex eut lieu le 1er avril 1979. Sa création s'inscrit dans un mouvement général de recherche de la performance boursière par la diversification géographique des portefeuilles boursiers.

## Composition
Au 9 août 2011, l'indice se composait des titres suivants:
| Code       | Société                         | Poids indiciel | Secteur                       |
| ---------- | ------------------------------- | -------------- | ----------------------------- |
| BJAUT IB   | Bajaj Auto                      | 1,49 %         | Consommation cyclique         |
| BHEL IB    | Bharat Heavy Electricals        | 2,14 %         | Industrie                     |
| BHARTI IB  | Bharti Airtel                   | 3,91 %         | Télécommunications            |
| CIPLA IB   | Cipla                           | 1,1 %          | Santé                         |
| COAL IB    | Coal India                      | 1,74 %         | Énergie                       |
| DLFU IB    | DLF                             | 0,61 %         | Finance                       |
| HDFCB IB   | HDFC Bank                       | 6,28 %         | Finance                       |
| HMCL IB    | Hero MotoCorp                   | 1,34 %         | Consommation cyclique         |
| HNDL IB    | Hindalco Industries             | 1,43 %         | Matériaux                     |
| HUVR IB    | Hindustan Unilever              | 2,49 %         | Consommation non cyclique     |
| HDFC IB    | Housing Development Finance     | 6,65 %         | Finance                       |
| ICICIBC IB | ICICI Bank                      | 7,83 %         | Finance                       |
| INFO IB    | Infosys                         | 8,37 %         | Technologies de l'information |
| ITC IB     | ITC                             | 7,82 %         | Consommation non cyclique     |
| JPA IB     | Jaiprakash Associates           | 0,52 %         | Industrie                     |
| JSP IB     | Jindal Steel & Power            | 1,57 %         | Matériaux                     |
| LT IB      | Larsen & Toubro                 | 6,39 %         | Industrie                     |
| MM IB      | Mahindra & Mahindra             | 2,46 %         | Consommation cyclique         |
| MSIL IB    | Maruti Suzuki                   | 1,26 %         | Consommation cyclique         |
| NTPC IB    | NTPC                            | 2,02 %         | Services aux collectivités    |
| ONGC IB    | Oil and Natural Gas Corporation | 3,53 %         | Énergie                       |
| RIL IB     | Reliance Industries             | 9,95 %         | Énergie                       |
| SBIN IB    | State Bank of India             | 4,6 %          | Finance                       |
| STLT IB    | Sterlite Industries             | 1,47 %         | Matériaux                     |
| SUNP IB    | Sun Pharmaceutical              | 1,45 %         | Santé                         |
| TCS IB     | Tata Consultancy Services       | 4,1 %          | Technologies de l'information |
| TTMT IB    | Tata Motors                     | 2,16 %         | Industrie                     |
| TPWR IB    | Tata Power                      | 1,42 %         | Services aux collectivités    |
| TATA IB    | Tata Steel                      | 2,36 %         | Matériaux                     |
| WPRO IB    | Wipro                           | 1,54 %         | Technologies de l'information |